# تجاوز به مردان

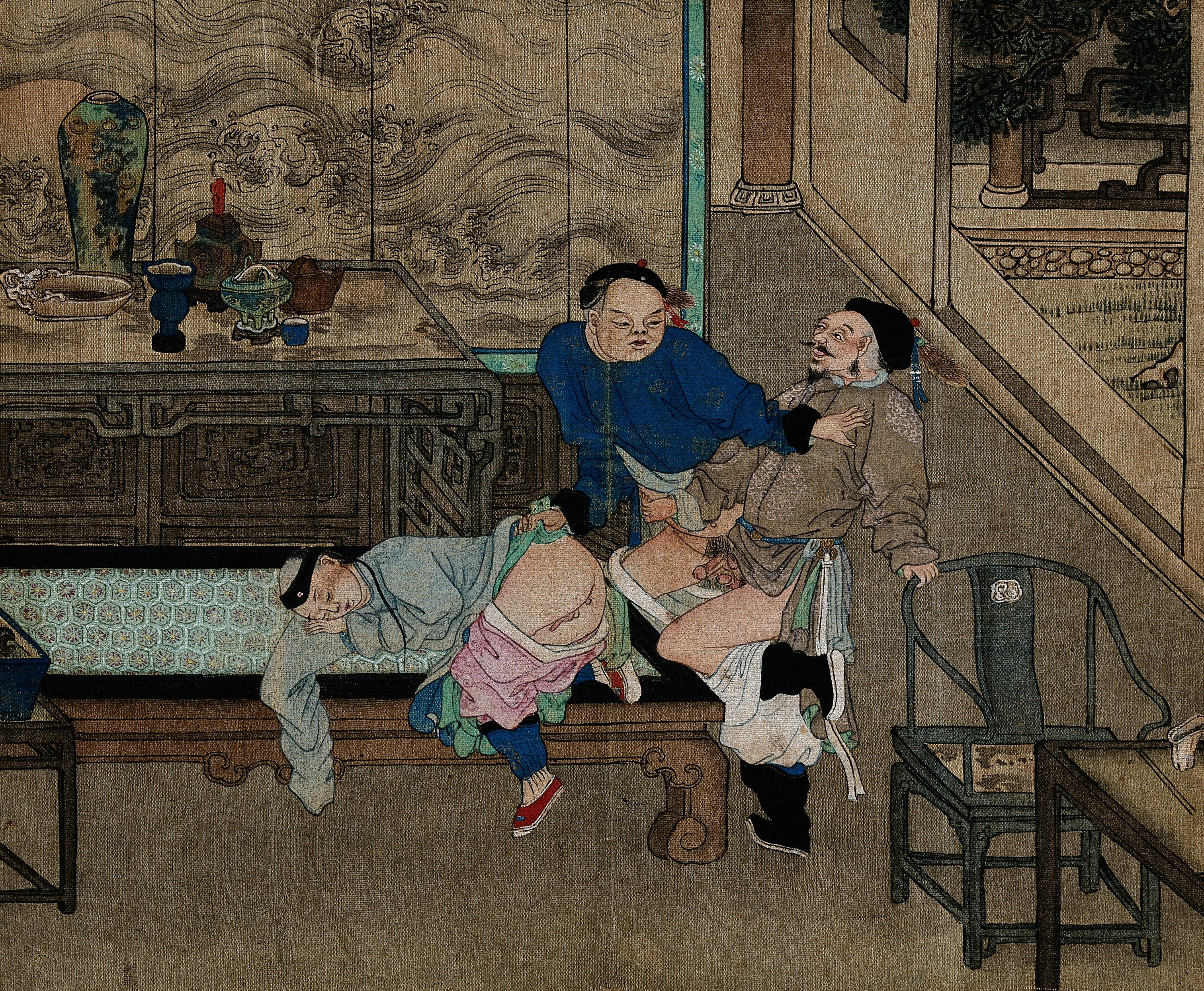
تجاوز به مردان

تجاوز به مردان گونه‌ای از تجاوز جنسی است که در آن قربانی مرد است. دیدگاه جامعه عموماً تجاوز جنسی را جرمی تلقی می‌کند که علیه زنان است اما اخیراً تعداد بالای تجاوز به مردان موضوع بحث‌های اجتماعی شده‌است. فرد تجاوز کننده می‌تواند مرد یا زن باشد. اغلب مردانی که مورد تجاوز قرار می‌گیرند آن را پنهان می‌کنند زیرا اگر توسط یک مرد به آن‌ها تجاوز شود از طرف جامعه مورد تمسخر قرار می‌گیرند. و اگر هم تجاوز کننده زن باشد، مرد قربانی در صورت شکایت از زن تجاوز کننده شانس موفقیت کمی دارد.

## پژوهش‌ها و آمارها

### کلی
پژوهش‌ها راجع به تجاوز به مردان تنها در ۳۱ سال اخیر شروع شده و بیشتر هم به تجاوز به پسربچه‌ها اختصاص دارد. بیشتر منابع تنها به تجاوز به زنان می‌پردازند و قربانیان مرد را نادیده می‌گیرند.

### تجاوز مرد به مرد
هنگامی که مردی توسط مرد دیگری مورد تجاوز قرار می‌گیرد.که در اسلام به این عمل لواط میگویند؛
طبق تحقیقات دکتر سارا کروم روانشناس، کمتر از یک دهم موارد تجاوز مرد به مرد گزارش می‌شوند. مردانی که مورد تجاوز قرار می‌گیرند به ندرت مورد حمایت قرار می‌گیرند و سیستم قضایی برای حمایت از آنان کارآمد نیست.
به گزارش دیدبان حقوق بشر سالانه بین ۱۰۰٬۰۰۰ تا ۱۴۰٬۰۰۰ مورد تجاوز مرد به مرد در زندان‌های آمریکا رخ می‌دهد و این درحالی است که طبق آمارهای پلیس فدرال آمریکا آمار تجاوز مردان به زنان در کل آمریکا حدود ۹۰٬۰۰۰ مورد است. مردان همچنین قربانی تجاوز جنسی در جنگ نیز هستند.

### تجاوز زن به مرد
تجاوز زنان به مردان در مقایسه با سایر موارد خشونت جنسی کمتر مورد بررسی قرار گرفته‌است. آمارها دربارهٔ این این نوع تجاوز متنوع است. مردانی که توسط زنان مورد تجاوز قرار می‌گیرند معمولاً از طرف جامعه، سیاست و قانون با سیاست یک بام و دو هوا مواجه می‌شوند. مردانی که قربانی تجاوز هستند در صورت شکایت شانس کمتری برای پیروزی در دادگاه دارند. برای مثال دبرا لافاوه معلم زنی بود که به شاگردان پسرش تجاوز کرده بود. دادگاه در نهایت رأی را به نفع وی صادر کرد. طبق آمارهای نه چندان رسمی از سال ۲۰۱۱ تا ۲۰۱۸ در ایالت کالیفرنیا ۲۳هزار تجاوز از سوی دختران به پسران صورت گرفته. موارد زیادی مشاهده شده که در حالتی که زن به مرد تجاوز کند و زن باردار شود، مرد موظف به پرداخت نفقه شده و این موارد حتی برای مردان قربانی که سن آن‌ها زیر سن قانونی هم بوده پیش آمده‌است.